# Maison de l'Estérel
La Maison de l'Estérel est un immeuble d'habitation situé dans la ville vaudoise de Lausanne, en Suisse.

## Description
L'immeuble de l'Estérel, situé aux numéros 16-18 de l'avenue d'Ouchy, présente une façade éclectique ainsi qu'une cage escalier composé d'un décor végétal de type art nouveau.
Le bâtiment est inscrit comme bien culturel suisse d'importance nationale.